# بوت، استرالیای جنوبی
بوت (به انگلیسی: Bute) یک شهرک در استرالیا است که در استرالیای جنوبی واقع شده‌است.

## جستارهای وابسته

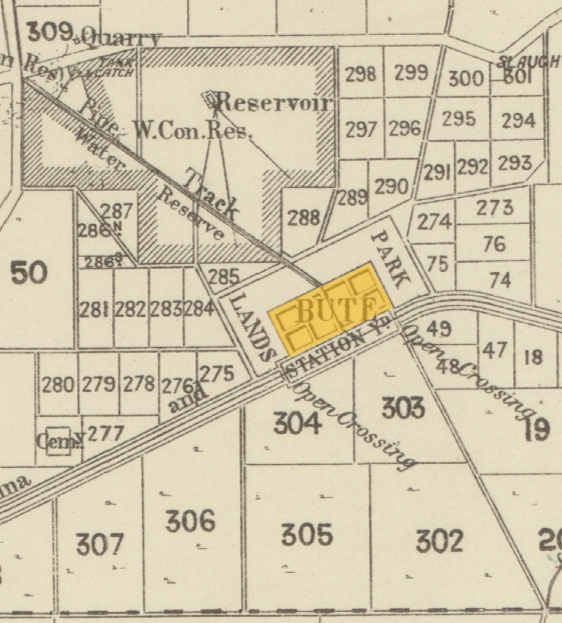
گزیده‌ای از طرح صد ویلتونگا ۱۹۰۵ که شهر دولتی بیوت را در شمال صدها مرز جنوبی و خط راه‌آهن است برجسته می‌کرد.